# Hymn Kuby
La Bayamesa (Pieśń Bayamo) to hymn państwowy Kuby. Został przyjęty w 1902 roku. Muzykę i słowa napisał Pedro Figueredo.

## Oficjalne słowa hiszpańskie
Al combate, corred, bayameses,
Que la Patria os contempla orgullosa;
No temáis una muerte gloriosa,
Que morir por la Patria es vivir.
En cadenas vivir, es vivir
En afrenta y oprobio sumido;
Del clarín escuchad el sonido;
¡A las armas, valientes, corred!

## Tłumaczenie
Do boju, pośpieszcie, bayamczycy,
Ojczyzna spogląda na was z dumą,
Nie bójcie się chwalebnej śmierci,
Bo umrzeć za ojczyznę to żyć.
Żyć w kajdanach, to jakby żyć
bez końca w zniewadze i hańbie,
Posłuchajcie dźwięku surmy bojowej
I do broni pośpieszcie odważnie!